# Belthazor
Belthazor är en demon i en kult som härstammar från Grekland. Denna kult är över 150 år gammal och i den representerar Belthazor kraften och styrkan.
Belthazor är även en demon TV-serien Förhäxad, som är den onda delen av rollfiguren Cole, den person som rollfiguren Phoebe i serien är gift med.Denna bild av Belthazor passar även bra in med den bild som kulten ger av honom, eftersom han i båda versionerna har mycket tatueringar och enbart bär svart.